# Agrochola americana
Agrochola americana är en fjärilsart som beskrevs av Morrison 1875. Agrochola americana ingår i släktet Agrochola och familjen nattflyn. Inga underarter finns listade i Catalogue of Life.